# Tashtego janzeni
Tashtego janzeni là một loài tò vò trong họ Ichneumonidae.